# Orthophytum humile
Orthophytum humile är en gräsväxtart som beskrevs av Lyman Bradford Smith. Orthophytum humile ingår i släktet Orthophytum och familjen Bromeliaceae. Inga underarter finns listade i Catalogue of Life.